# زمین‌لرزه‌های ۱۳۸۰–۱۳۸۱ هندوکش

## زمین‌لرزه ۳ مارس
زمین‌لرزه هندوکش  در تاریخ ۳ مارس ۲۰۰۲ میلادی، برابر با ‎۱۲ اسفند ۱۳۸۰، ساعت ۱۲:۰۸:۱۹ به زمان یوتی‌سی در افغانستان، منطقه هندوکش رخ داد. ژرفای این زلزله ۲۰۴٫۹ کیلومتر بود، و بزرگی آن ۷٫۳ در مقیاس Mw اعلام شده‌است. زمین‌لرزه به وقت محلی در روز یکشنبه، ساعت ۱۶٫۵ روی داده و منطقه زمانی آن یوتی‌سی +۴٫۵ بوده‌است .
سازمان زمین‌شناسی آمریکا نیز رومرکز این زمین‌لرزه را در مختصات ۳۶°۳۰′۰۷″شمالی ۷۰°۲۸′۵۵″شرقی / ۳۶٫۵۰۲°شمالی ۷۰٫۴۸۲°شرقی و ژرفای آن را در ۲۲۵ کیلومتر گزارش کرده‌است. بزرگی برگزیدهٔ این سازمان از میان بزرگی‌های محاسبه‌شدهٔ مختلف ۷٫۴ در مقیاس Mw بوده و از دید اثر، در میان چهار دسته‌بندی «نامحسوس»، «محسوس»، «زیان‌آور» یا «با تلفات»، زلزله را «با تلفات» اعلام کرده‌است.دستکم ۳۰۰ ساختمان در زمین‌لرزه خراب شده‌است.رانش زمین در آن به وجود آمده‌است.
پروژهٔ «تنسور گشتاور مرکزوار» زاویه‌های (راستا، شیب، ریک) گسل سازندهٔ زمین‌لرزه و صفحه عمود بر آن را (°۲۸۲، °۲۲، °۸۵) یا (°۱۰۸، °۶۸، °۹۲) و نوع گسل را «معکوس» فرارسانده‌است.
شمار کشتگان زلزله حدود ۱۶ نفر بوده‌است.

## زمین‌لرزه ۲۵ مارس
زمین‌لرزه دوم در تاریخ ۲۵ مارس ۲۰۰۲ میلادی، برابر با ‎۵ فروردین ۱۳۸۱، ساعت ۱۴:۵۶:۳۳ به زمان یوتی‌سی در همان منطقه رخ داد. ژرفای این زلزله ۸ کیلومتر بود، و بزرگی آن ۶٫۱ در مقیاس Mw اعلام شده‌است. زمین‌لرزه به وقت محلی در روز دوشنبه، ساعت ۱۸٫۵ روی داد.
سازمان زمین‌شناسی آمریکا نیز رومرکز این زمین‌لرزه را در مختصات ۳۶°۰۳′۴۳″شمالی ۶۹°۱۸′۵۴″شرقی / ۳۶٫۰۶۲°شمالی ۶۹٫۳۱۵°شرقی و ژرفای آن را در ۸ کیلومتر گزارش کرده‌است.
پروژهٔ «تنسور گشتاور مرکزوار» زاویه‌های (راستا، شیب، ریک) گسل سازندهٔ زمین‌لرزه و صفحه عمود بر آن را (°۱۶، °۳۹، °۱۰۴) یا (°۱۷۷، °۵۳، °۷۹) و نوع گسل را «معکوس» اعلام کرده‌است.